# دايمون وايانز جونيور
دامون وايانز جونيور (بالإنجليزية: Damon Wayans Jr)‏، هو ممثل أمريكي من مواليد 18 نوفمبر 1982، وهو معروف عنه أنه ابن الكوميدي دامون واينز.

## أعماله
- فلنصبح رجال شرطة (2014)
- الفتاة الجديدة